# 잠비아 요리

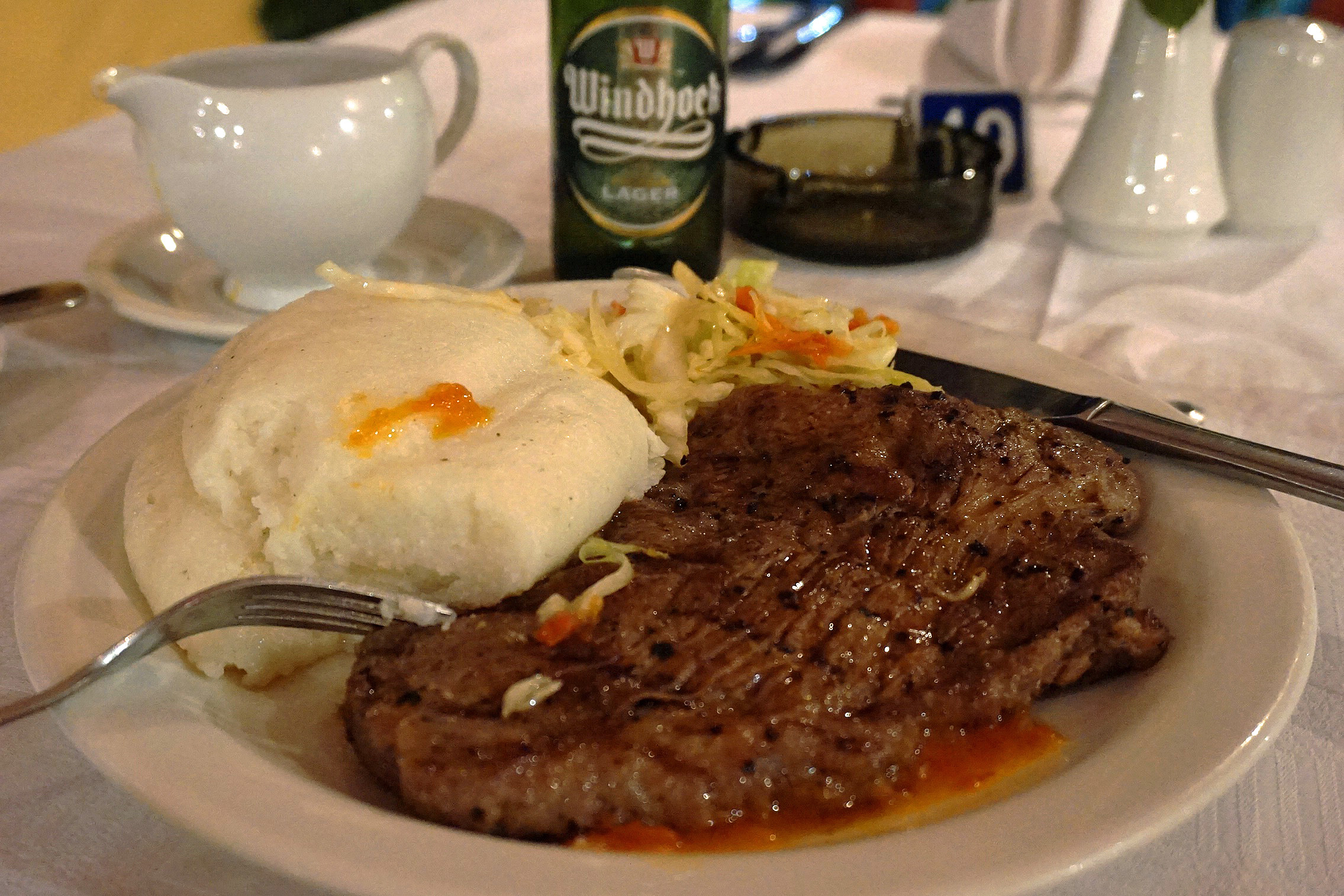
은시마, 쇠고기, 렐리시

잠비아 요리(Zambia 料理, 영어: Zambian cuisine 잼비언 퀴진[*])는 남아프리카에 있는 잠비아의 요리이다.

## 같이 보기
- 아프리카 요리